# Houdini, der König des Varieté
Houdini, der König des Varieté ist eine US-amerikanische Filmbiografie aus dem Jahr 1953. Die Literaturverfilmung basiert auf dem Buch Houdini von Harold Kellock.

## Handlung
Während seines Auftrittes als Bruto Wildman in einem kleinen Zirkus begegnet Harry Houdini zum ersten Mal der schönen blonden Bess. Da er unter seinem eigenen Namen auch noch eine Zaubershow hat, bittet er sie für einen seiner Tricks auf die Bühne. Dabei kommt er ihr näher, wobei sie sich ihm gegenüber noch distanziert zeigt. Erst nachdem Houdini sie auf einem Jahrmarkt auf Coney Island und bei einer Abendshow wiedersieht, kommen sich beide näher. Er gesteht ihr, dass er die Shows nur annahm, um in ihrer Nähe zu sein. Anschließend nimmt er sie mit nach Hause, wo sie herzlich von seiner Mutter empfangen wird. In der Nacht übt Houdini mit Bess einen Zaubertrick, indem er sie versucht zu zersägen. Dabei stellt sich heraus, dass sie geeignet ist, ihm künftig als Assistentin in seiner Show zu helfen.
Nach einem weniger gelungenen Auftritt in der Miners Hall, wo beide mit Tomaten und Reißzwecken beworfen werden, wünscht sich Bess, dass Houdini einem geregelten Job nachgeht. Um seine Liebe zu ihr zu beweisen, hört er auf und arbeitet fortan in einer Tresor- und Schlossfabrik. Das macht Bess glücklich, kommt doch fortan regelmäßig jeden Samstag ein Gehaltscheck nach Hause. Mit dem Geld gehen sie auch immer wieder gerne auswärts essen. Als sie dabei das Hotel Astor besuchen, wo eine Zaubershow aufgeführt wird, muss Houdini bei seiner Frau darum betteln als Freiwilliger daran teilzunehmen. Er soll sich aus einer Zwangsjacke befreien. Während alle anderen versagen schafft es Houdini als Einziger. Das beeindruckt Mr. Malue, der ihn zum Sieger erklärt, vom Berliner Zauberer Johann von Schweger erzählt und als ersten Preis eine Reise nach Europa finanziert.
Bess will ursprünglich die Reise nicht antreten und lässt sich erst umstimmen, nachdem Houdini seinen Job in der Fabrik verloren hat. Per Schiffsreise geht es nach London, wo er von Dooley, einem angeblichen Reporter des Examiner, die Herausforderung inszenieren lässt, aus einem Gefängnis von Scotland Yard auszubrechen. Er lässt sich einsperren und muss anschließend bei seiner eigenen Show auftreten. Da er es nicht rechtzeitig schafft, gibt sich Bess, mit einer Maske verkleidet, als Houdini aus. Erst im letzten Moment erscheint er selbst und kann mit Bess den Austausch vornehmen, sodass jeder sieht, dass er erfolgreich aus dem Gefängnis ausbrechen konnte. Sein Ruhm steigt und seine Shows in Paris und Berlin werden größer. In Berlin feiert Houdini auch seinen Geburtstag. Bess überrascht ihn mit dem Besuch seiner Mutter. Anschließend wird er von den Deutschen wegen Spiritismus angeklagt, weil er vorgibt, übersinnliche Fähigkeiten zu besitzen. Doch Houdini streitet alles ab und der Richter lässt die Klage fallen, nachdem Houdini beweist, dass er sich aus dem Innern eines Tresors befreien kann.
Anschließend sucht er Johann von Schweger auf. Doch er trifft nur auf Otto, der ihm nicht nur erzählt, dass Schweger zwei Tage zuvor verstarb, sondern sich auch gleich als neuer Assistent mit allen Tricks von Schweger anbietet. Zurück in den Vereinigten Staaten werden Houdinis Tricks und Entfesselungsnummern immer spektakulärer, wodurch er auch immer berühmter wird. Allerdings scheitert beinahe einer seiner Tricks, den er im zugefrorenen Detroit River vorführt. Während die Zeitungen bereits schreiben, dass Houdini verstarb, schafft er es noch, sich entkräftet zu retten. Kurz darauf erfährt er, dass seine geliebte Mutter zuvor verstarb.
Nachdem sich Houdini zwei Jahre lang von der Zauberei und der Öffentlichkeit zurückzog, sucht ihn der Journalist Simms auf, um herauszufinden, was aus ihm wurde. Houdini erzählt, er habe versucht, über Spiritismus Kontakt mit dem Jenseits aufzunehmen. Dabei sei ihm nur Betrug begegnet. So begleitet ihn Simms zu einer Séance, bei der Houdini jeden Trick entlarven kann. Anschließend bietet er öffentlich jedem 25.000 US-Dollar, der den Beweis erbringen kann, dass man mit der Geisterwelt Kontakt aufnimmt. Anschließend versucht er den gefährlichsten aller Tricks vorzuführen, Schwegers Entfesslungstrick in einem Wasserkasten. Trotz seiner Bauchschmerzen, die er erst nach seiner Tour vom Arzt untersuchen lassen will, bestreitet er eine Show mit diesem Trick. Dabei hatte er versprochen, ihn nicht aufzuführen. Es war das Publikum, das danach verlangte. Houdini führt ihn vor, der Trick misslingt und er verstirbt auf der Bühne.

## Kritik
Das Variety-Magazin meinte, dass diese „typische Filmbiografie eher eine fantasievolle Version von Houdinis Leben“ zeige. Der Regisseur verlege den Schwerpunkt auf das Drama und schaffe es „die Spannung aufrecht zu erhalten.“ Obwohl die Darsteller „sympathisch“ seien, wurde kritisiert, dass es keine Alterung bei der Darstellung der unterschiedlichen Lebensphasen  der Schauspieler gebe.
Das Lexikon des internationalen Films meinte: „Ein solide inszenierter Unterhaltungsfilm mit einigen kitschigen Momenten. Allzusehr erliegt er jedoch der Faszination des Titelhelden und überhöht dessen Kabinettstücke in eine fast überweltliche Atmosphäre.“

## Hintergrund
Paramount Pictures kündigte bereits 1935 einen Film über Harry Houdini an. Allerdings ließen erst die beiden Immobilienmakler Joseph Raboff und Earl Cohen, die mit ihrer neu gegründeten Produktionsfirma Film Producers, Inc. sowie den erworbenen Rechten des Romans Houdini von Kellock und den Verfilmungsrechten seines Lebens, unter dem Titel The Life Story of Harry Houdini ein Drehbuch schreiben. Stephen Longstreet schrieb das Drehbuch und John Garfield und Lee J. Cobb waren als jeweilige Hauptdarsteller im Gespräch. Das Projekt kam nie zustande.
Es ist der erste Film, in dem Tony Curtis und Janet Leigh, welche 1951 heirateten, zusammen spielten. Curtis wurde als Bernard Schwartz geboren und Houdini hieß mit richtigem Namen Erik Weisz. Schwartz spielte in diesem Film Weisz.
Der Film kam am 2. Juli 1953 in die US-Kinos und konnte etwas mehr als 1,8 Mio. US-Dollar einspielen. In Westdeutschland kam er am 18. März 1954 in die Kinos.